# سایه‌های قلب
سایه‌های قلب (انگلیسی: Shades of the Heart; کره‌ای: 아무도 없는 곳) یک فیلم محصول کره جنوبی سال ۲۰۱۹ در ژانر درام و دوستانه به کارگردانی کیم جونگ کوان و با بازی یئون وو-جین، آی‌یو، یون هه ری، کیم سانگ هو و لی جو-یونگ است.

## بازیگران
- یئون وو-جین در نقش چانگ سوک (창석)[۸][۹][۱۰]
- آی‌یو در نقش می یونگ (미영)[۱۱][۱۲][۱۰]
- یون هه ری در نقش یو جین (유진)[۱۳][۱۴][۱۰]
- کیم سانگ هو در نقش سونگ‌ها (성하)[۱۵]
- لی جو-یونگ در نقش جو اون (주은)[۱۶]
- مون سوک در نقش مادر چانگ سوک
- جانگ هه مین
- کیم کوم سون